# میرنا نظور

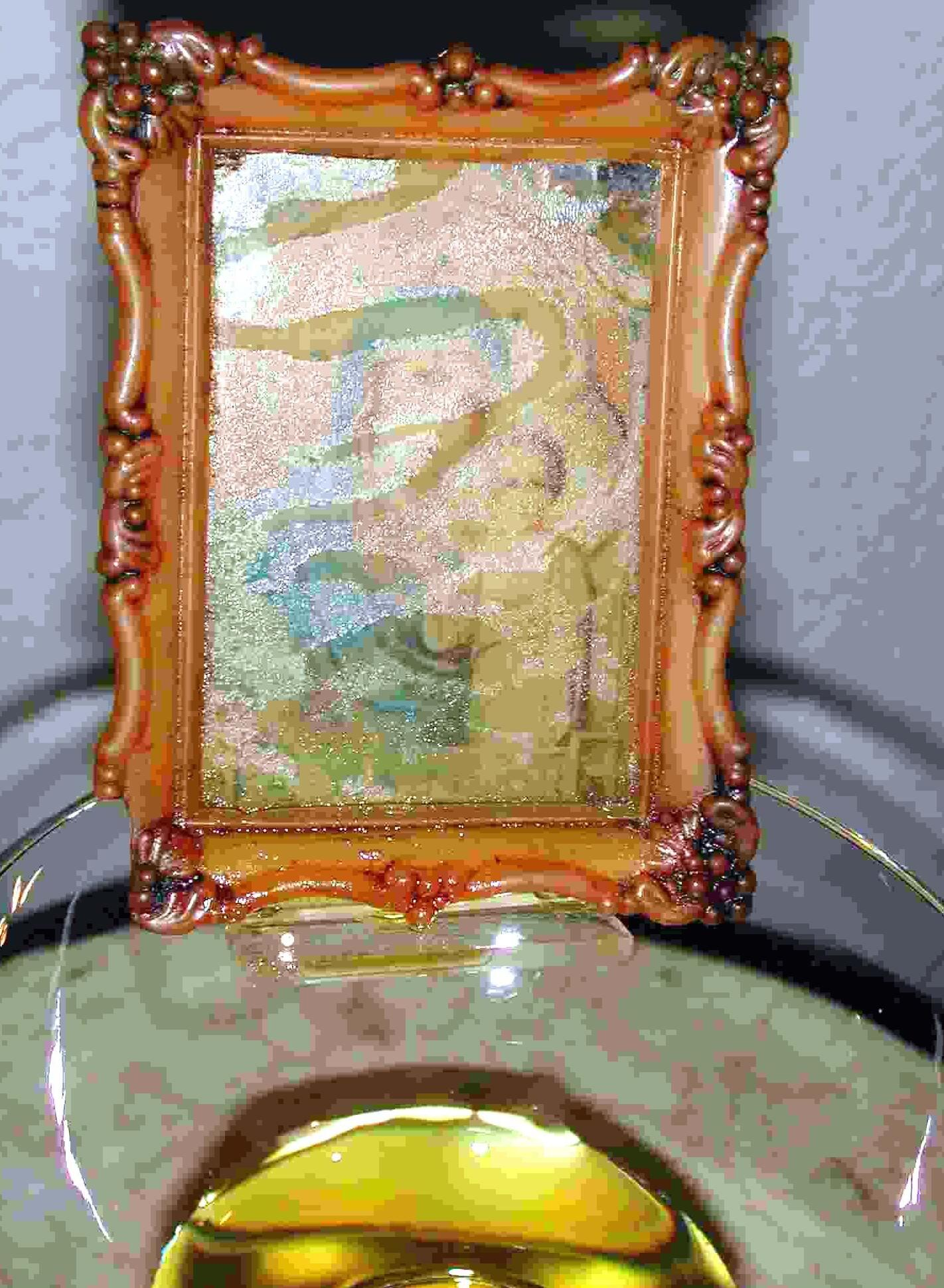
Ndshome.partial

میرنا نظور (به انگلیسی: Myrna Nazzour)، متولد ۱۹۶۴ که در دمشق سوریه زندگی می‌کند به بانوی صوفانیه (به انگلیسی: Lady of Soufanieh) شهرت دارد. این شهرت او به دلیل پدیده‌هایی است که از ۱۸ سالگی برای او اتفاق افتاده است. در ۲۲ نوامبر ۱۹۸۲، میرنا در کنار بستر خواهر شوهر که به شدت بیمار بود، به همراه یک زن مسلمان و یک زن ارتدکس به دعا نشسته بود. ناگهان او در بدنش چنان لرزشی حس می‌کند گویی نیرویی می‌خواهد از درون او به بیرون راه یابد. زن مسلمان (Mayada Kowzaly) متوجه نور عجیبی دردست‌های میرنا می‌شود و لحظه‌ای بعد می‌بیند ماده‌ای روغنی از از پوست آن‌ها تراوش می‌کند. Mayada فریاد می‌کشد که به دست‌هایش نگاه کند و در حالت بهت و حیرت از میرنا می‌خواهد که دستانش را به صورت خواهر شوهرش بمالد. به محض این کار حال بیمار رو به بهبود می‌رود و بعد از مدتی به‌طور معجزه‌آسایی سلامت خود را به دست می‌آورد. شب شوهر میرنا برای بردن او می‌آید و با شنیدن ماجرا دچار تردید می‌شود. این پدیده در ۲۵ نوامبر باز هم اتفاق می‌افتد و مادر میرنا شفا می‌یابد.
در ۲۷ نوامبر همان سال از شمایل کوچک مریم مقدس و فرزندش مسیح روغن تراوش می‌کند و از انتهای آن به پایین که تختخواب میرنا و شوهرش نیکولا قرار دارد می‌ریزد که همراه آن از دستان میرنا نیز روغن تراوش می‌کند. به‌طوری‌که در مدت ۱ ساعت چهار ظرف بزرگ پر می‌شود. شوهر میرنا خانواده‌هایشان را خبر می‌کند و همگی مشغول دعا می‌شوند. اما لحظه‌ای میرنا هیچ صدایی نمی‌شنود گویی در خلا است. و بعد صدای آرام زنی را گویی از داخل یک صدف می‌شنودکه می‌گوید: «نترس. من با تو هستم. درها را باز کن و کسی را از دیدن من محروم نکن. شمعی برای من روشن کن.» میرنا که ترسیده‌است چیزی به کسی نمی‌گوید و خیال می‌کند دچار توهم شده‌است.
همان روزهای اول این موضوع همه جا می‌پیچد و هزاران نفر از هر دین و آیین برای دیدن خانه صوفانیه به آنجا می‌روند.
این پدیده تا ۲۶ نوامبر ۱۹۹۰ در تمام روزهای مقدس و اعیاد مسیحی تکرار شد، غیر از مدت بین ۲۷ نوامبر ۱۹۸۵ تا ۲۵ نوامبر ۱۹۸۶ که در این مدت نیز هرگز خانه از عبادت‌کنندگان خالی نشد.
تمام کسانی که پدیده را دیده‌اند اقرار می‌کنند که آن چیزی جز روغن زیتون با بویی بسیار مطبوع نبود.
علاوه بر این، پدیده استیگماتا نیز برای میرنا رخ می‌داد و از جای جراحات مسیح مصلوب، یعنی وسط پیشانی، کف دو دست و روی پاهای میرنا خون بیرون می‌آمد.
هر بار که روغن زیتون از دست‌ها، صورت و چشمان میرنا بیرون می‌آمد، او در حالتی مثل خلسه حضرت مسیح یا مریم را می‌دید و پیام آن‌ها را منتقل می‌کرد.